# جيل تاونسند
جيل تاونسند (بالإنجليزية: Jill Townsend)‏ هي صحفية وممثلة أمريكية، ولدت في 25 يناير 1945 في سانتا مونيكا في الولايات المتحدة.

## وصلات خارجية
- جيل تاونسند على موقع IMDb (الإنجليزية)
- جيل تاونسند على موقع قاعدة بيانات برودواي على الإنترنت (الإنجليزية)
- جيل تاونسند على موقع قاعدة بيانات الفيلم (الإنجليزية)